# کونستانتا
کونستانتا (رومانیایی: Constanța) شرکت کشتی‌سازی رومانیایی است، که در سال ۱۸۹۲ تأسیس شد.